# Herman Schmalenbach

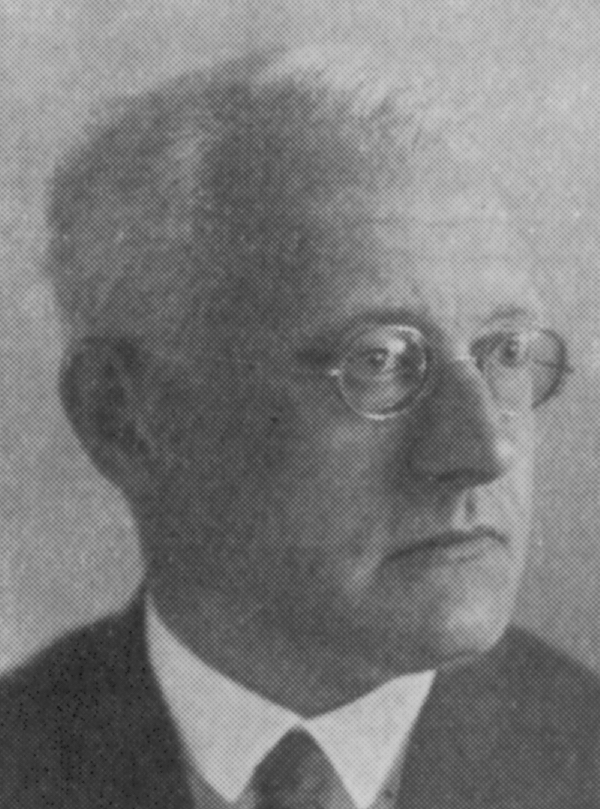
Herman Schmalenbach

Herman Friedrich Schmalenbach (* 15. November 1885 in Breckerfeld, Westfalen; † 3. November 1950 in Basel) war ein deutscher Sozialphilosoph und Bruder des Betriebswirtes Eugen Schmalenbach.

## Leben und Wirken

### Herkunft und Ausbildung
Nach dem Studium der Philosophie, Geschichte, Kunstgeschichte und Altertumswissenschaften in Jena, Berlin und München, wo er unter anderem bei Georg Simmel lernte, promovierte er 1910 bei Rudolf Eucken in Jena.

### Berufliche Laufbahn
Von 1916 bis 1917 unterrichtete er an der Dürerschule, einer Reformschule in Hochwaldhausen im Vogelsberg, anschließend kurzzeitig an der Odenwaldschule im südhessischen Ober-Hambach. In Göttingen habilitierte er sich 1920 und wurde 1923 dort Außerordentlicher Professor, zugleich lehrte er ab 1928 auch an der Technischen Hochschule Hannover.
1931 wurde er an die Universität Basel berufen und wirkte dort bis zu seinem Tod als Ordentlicher Professor.
Er arbeitete auf dem Gebiet der phänomenologischen Analyse des Bewusstseins und der verschiedenen Bewusstseinsarten; für die Soziologie wurde seine Einführung der Kategorie des Bundes bedeutsam, die auf seinen Erfahrungen als Lehrer an der Dürerschule beruht. Auch seine Eindrücke des George-Kreises – Schmalenbach war von 1908 bis ca. 1912 mit Stefan George befreundet – konnte er u. a. für einen Aufsatz verwenden.

### Persönliches
Sein Sohn war der Kunsthistoriker Werner Schmalenbach (1920–2010).
Die Radiomoderatorin Roswitha Schmalenbach (1923–2002) war seine Tochter. Sie wurde zusammen mit ihrem Ehemann Philipp Eichenwald (1915–2001) und ihren Eltern auf dem Gottesacker Riehen bestattet.

## Werke
- Das Seiende als Objekt der Metaphysik: erster Teil einer Erkenntnistheorie der Metaphysik. 1. Die erste Konzeption der Metaphysik im abendländischen Denken, Jena 1910, Dissertation (Digitalisat).
- Leibniz, München 1921.
- Kant und die Philosophie der Gegenwart, München 1924.
- Die Kantische Philosophie und die Religion, Göttingen 1926.
- Das Mittelalter. Sein Begriff und Wesen, Leipzig 1926.
- Kants Religion, Berlin 1929.
- Das Ethos und die Idee des Erkennens, Tübingen 1933.
- Geist und Sein, Basel 1939.